# Place Darno-Maffini
La place Darno-Maffini est une voie située dans le 11e arrondissement de Paris, en France.

## Situation et accès
La place se situe à la fin du boulevard Richard-Lenoir et au début du boulevard Jules-Ferry qui lui succède.

## Origine du nom

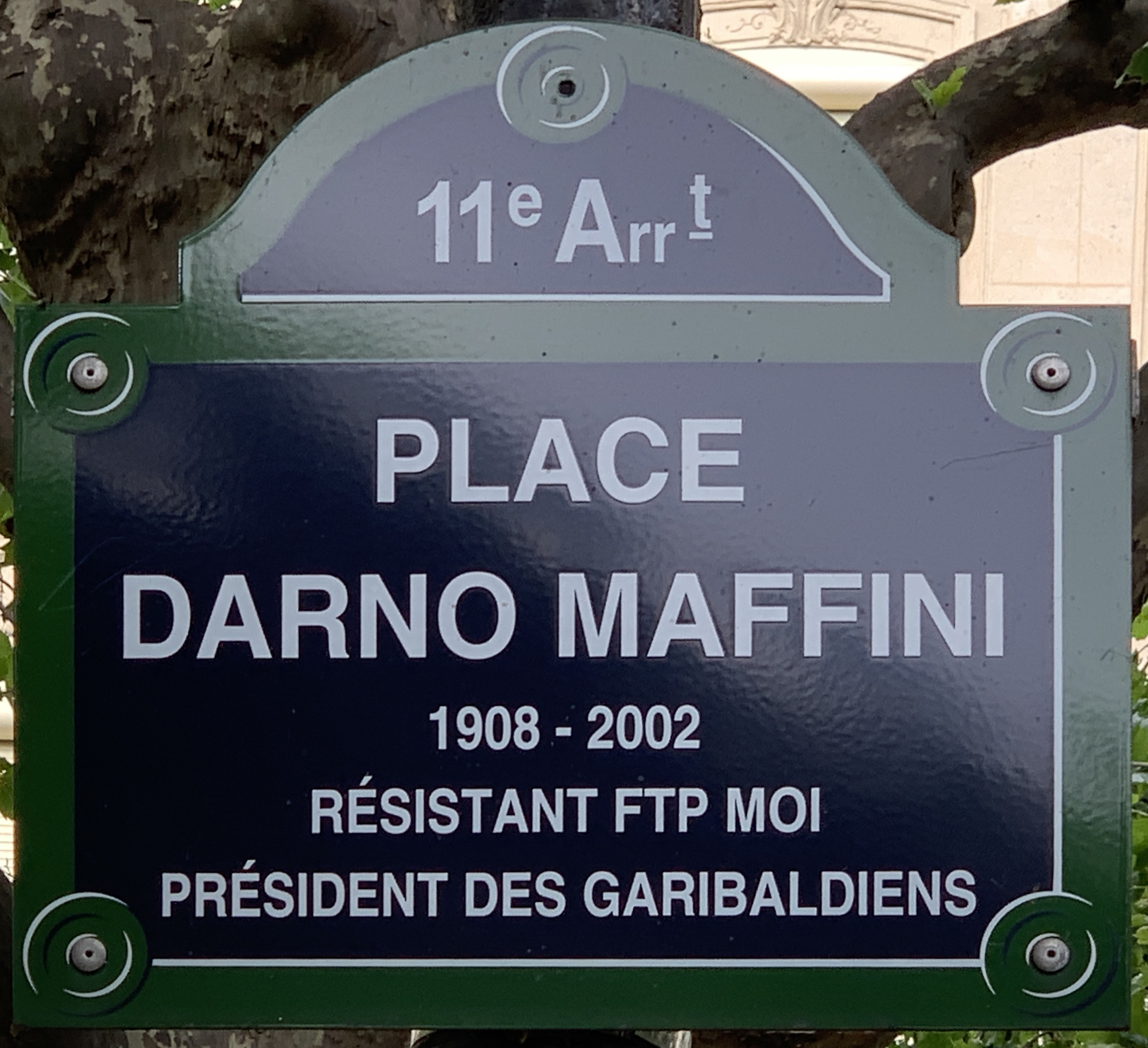
Plaque de la place.

La place est inaugurée en 2013, nommée en l'honneur de Darno Maffini (1908- 2002), résistant italien et héros de la Libération de Paris.